# جمال الدين موشوفيتش
جمال الدين موسوفيتش ، مدرب كرة قدم بوسني.
نبذة عن مدرب منتخب قطر الوطني السابق:
الاسم: جمال الدين موسوفيتش
الجنسية ومحل الميلاد: بوسني (بليبوليا).
تاريخ الميلاد:30-10-1944.
الحالة الاجتماعية: متزوج وله ولد وبنت.
اللغات: الإنجليزية-الفرنسية.
المؤهل العلمي: شهادة من كلية التربية - جامعة سراييفو-.
سيرته كلاعب: مثل المنتخب اليوغسلافي 20 مباراة دولية--- لعب لأندية سراييفو-هايدروك (البوسنة)
ستاندر ليياج (بلجيكا) ساتوروس - فالنسيس(فرنسا).
سيرته كمدرب: من عام (80-90) درب أندية رودامر كاكاني - دليوناترينييه - شيلك فرنسيس (البوسنة)
ثم انتقل بعدها إلى منطقة الخليج ودرب الجزيرة الإماراتي - العربي السد - قطر (أندية قطرية)
سيرته كمدرب للمنتخبات (درب منتخب البوسنة- كان مساعد للمدرب اليوغسلافي في كأس العالم 1990 ومنتخب قطر).
إنجازاته كمدرب: بطولة الدوري وكأس الأمير مع السد — بطولة الدوري وبطولتين لكأس ولي العهد
ووصيف كأس الأمير مع نادي قطر
ويبقى الإنجاز الأهم ألا وهو الفوز مع منتخب قطر بكأس خليجي 17 وذهبية دورة ألعاب آسيا 2006 م

## وصلات خارجية
- جمال الدين موشوفيتش على موقع قاعدة بيانات كرة القدم.إي يو (الإنجليزية)
- جمال الدين موشوفيتش على موقع ناشيونال فوتبول تيمز (الإنجليزية)
- جمال الدين موشوفيتش على موقع Soccerway.com (الإنجليزية)
- جمال الدين موشوفيتش على موقع عالم كرة القدم.نت (الإنجليزية)